# Megistotherium
Megistotherium byl rod dravých savců z řádu creodontů vyskytující se v Africe. Šlo o nejmladší rod ze všech creodontů.
Megistotherium byl rovněž i největší ze všech creodontů a také to byl jeden z největších suchozemských masožravých savců všech dob. První nálezy tohoto rodu byly učiněny v Egyptě roku 1918, šlo však jen o fragmenty lebky. Popsán byl Robertem Savagem roku 1973. Nalezeno bylo v Egyptě, Libyi, Keni, Ugandě a Namibii.
Jeho lebka byla dlouhá 66 cm. Megistotherium vážilo okolo 500 kg. Mnozí vědci si však myslí, že megistotherium nebylo predátorem, ale bylo mrchožroutem a svou velikostí odhánělo od úlovků ostatní masožravce. Jiní vědci naopak zastávají názor, že bylo vrcholovým predátorem (tomu také napovídají nálezy tohoto rodu blízko mláďat pravěkých chobotnatců).